# 가보스

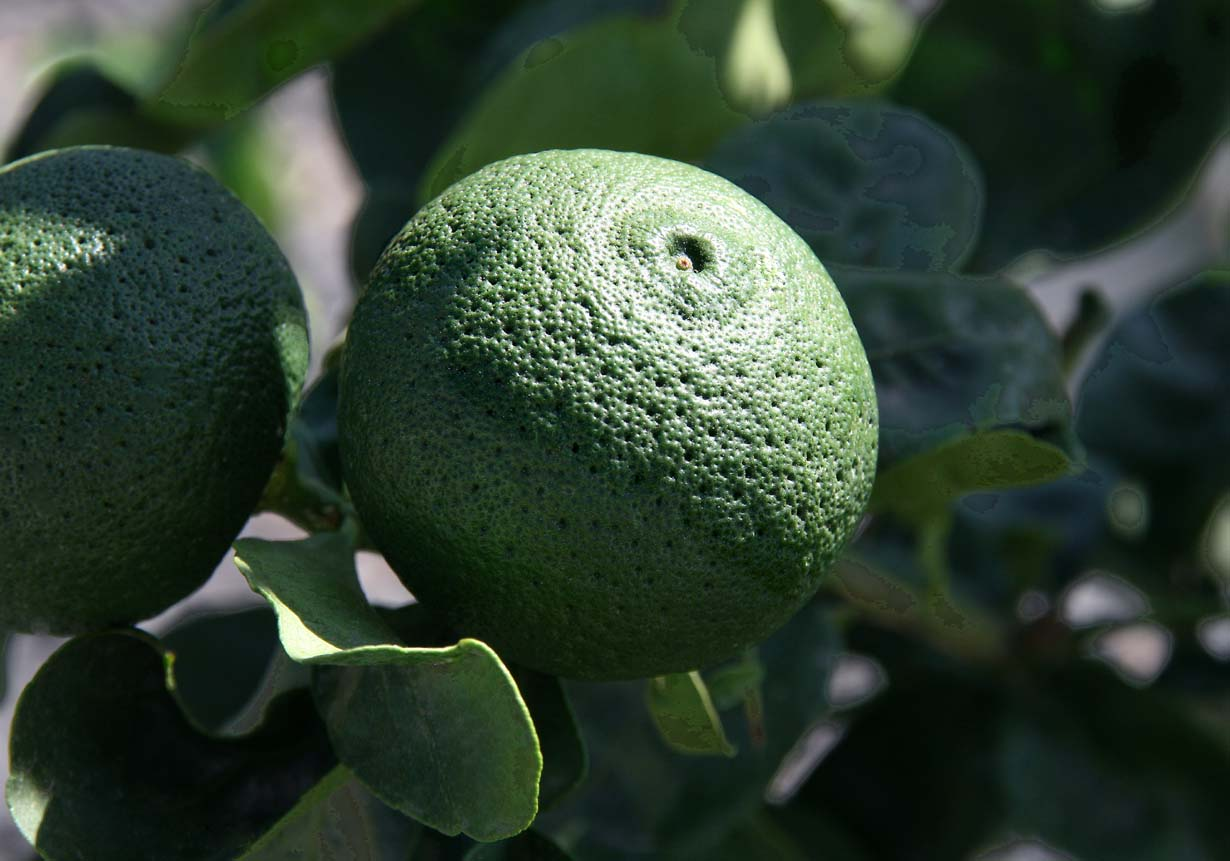

가보스(カボス, 臭橙, 학명: Citrus sphaerocarpa) 또는 카보스는 운향과의 상록 활엽수의 귤속 식물이다. 특히 조리된 생선, 사시미, 훠궈 요리 등 수많은 요리의 맛을 개선시키기 위해 즙을 사용하는 일본에서 대중화되어 있다.
가보스는 유자나무와 밀접한 관련이 있는 귤속 식물이다. 즙은 레몬의 날선 신맛을 내며 일부 일본 요리에서 식초 대신 사용한다. 날카로운 가시가 있는 화목류 나무에서 성장한다. 과실은 녹색일 때 수확하지만 익을 때까지 놔두면 노랗게 변한다.

## 같이 보기
- 유자나무
- 자바라 (식물)